# Ommata silvai
Ommata silvai là một loài bọ cánh cứng trong họ Cerambycidae.